# Steriphopus
Steriphopus là một chi nhện trong họ Palpimanidae.